# Rue Dorgère
La rue Dorgère est une voie publique de Nantes, en France.

## Situation et accès
Située dans le quartier de l'île de Nantes, cette artère se compose de deux segments perpendiculaires bitumés et ouverts à circulation routière, relie le boulevard Gustave-Roch avant de bifurquer vers l'ouest pour aboutir rue Grande-Biesse, cette section constituant une contre allée du boulevard Babin-Chevaye.

## Origine du nom
Elle rend mémoire du père Alexandre Dorgère, né non loin de là, rue de Vertais le 6 septembre 1855, et qui mourut le 23 février 1900 à Sainte-Anne-d’Évenos dans le Var. Ce missionnaire, membre de la Société des missions africaines, s'illustra durant la période précédent la colonisation du Dahomey (actuel Bénin) ; il fit libérer des otages en menant une ambassade auprès du roi Behanzin auprès duquel il demeura jusqu'à la fin de la première Guerre du Dahomey,,.

## Historique
La rue était autrefois rectiligne et trois plus longue qu'elle ne l'est actuellement, s'étendant sur toute la largeur de l'île de Grande Biesse, entre la « boire de Toussaints » (bras de la Loire aujourd'hui comblé remplacé par l'actuel boulevard Gustave-Roch) et le « bras de la Madeleine » (au niveau de l'actuel pont du Général-Audibert).
L’ancienne « rue Biesse-Désirée », prend en 1901 son nom actuel. Le nom de « rue Dorgère » fut également portée par la rue de Belfort.
L'aménagement du boulevard des Martyrs-Nantais-de-la-Résistance après la Seconde Guerre mondiale amputa l'extrémité nord de la rue, puis toute sa partie septentrionale disparut à la suite de la construction d'un ensemble immobilier à la fin des années 1970.